# ۶۹۴ (میلادی)
۶۹۴ (میلادی) ششصد و نود و چهارمین سال تقویم میلادی است.

## درگذشتگان
‎